# Canton de Courtenay
Le canton de Courtenay est une circonscription électorale française, située dans le département du Loiret en région Centre-Val de Loire.
Le canton, créé en 1790, n'a pas été modifié dans sa composition à la suite des redécoupages des arrondissements intervenus en 1926 et 1942. 
À la suite du redécoupage cantonal de 2014, les limites territoriales du canton sont remaniées. Le nombre de communes du canton passe de 15 à 43.

## Histoire
Le canton est créé le 10 février 1790 sous la Révolution française. Il est alors inclus dans le district de Montargis.
Un nouveau découpage territorial du Loiret (département) entre en vigueur à l'occasion des premières élections départementales suivant le décret du 25 février 2014. Les conseillers départementaux sont, à compter de ces élections, élus au scrutin majoritaire binominal mixte. Les électeurs de chaque canton élisent au Conseil départemental, nouvelle appellation du Conseil général, deux membres de sexes différents, qui se présentent en binôme de candidats. Les conseillers départementaux sont élus pour 6 ans au scrutin binominal majoritaire à deux tours, l'accès au second tour nécessitant 12,5 % des inscrits au 1er tour. En outre la totalité des conseillers départementaux est renouvelée. Ce nouveau mode de scrutin nécessite un redécoupage des cantons dont le nombre est divisé par deux avec arrondi à l'unité impaire supérieure si ce nombre n'est pas entier impair, assorti de conditions de seuils minimaux. Dans le Loiret, le nombre de cantons passe ainsi de 41 à 21. Le nombre de communes du canton de Courtenay passe de 15 à 43.
Le nouveau canton de Courtenay est formé de communes des anciens cantons de Courtenay (15 communes), de Ferrières-en-Gâtinais (17 communes), de Château-Renard (10 communes) et de Châlette-sur-Loing (1 commune). Il est entièrement inclus dans l'arrondissement de Montargis. Le bureau centralisateur est situé à Courtenay.

## Représentation

### Conseillers généraux de 1833 à 2015
| Période                                  | Période          | Identité                                | Étiquette                   | Qualité                                                                                 |
| ---------------------------------------- | ---------------- | --------------------------------------- | --------------------------- | --------------------------------------------------------------------------------------- |
| 10 novembre 1833                         | 1848             | Nicolas Jean-Baptiste Boyard            | Majorité conservatrice      | Président de chambre honoraire à la Cour d'appel d'Orléans Député du Loiret (1836-1837) |
| 27 août 1848                             | 1850 (démission) | Louis Adrien Adolphe Verdier de Pennery | Républicain                 | Propriétaire du château de Pennery Maire de Saint-Hilaire-les-Andrésis                  |
| 20 octobre 1850                          | 1862             | Etienne Joachim Hérisseau               |                             | Juge de paix, propriétaire à Courtenay, ancien notaire, conseiller d'arrondissement     |
| 24-25 mai 1862                           | 1863             | Julien Constant Joachim Gravelle        |                             | Négociant Maire de Courtenay                                                            |
| 15-16 août 1863                          | 1867             | Charles Louis René Lacour du Ratelet    |                             | Propriétaire Maire de Saint-Hilaire-les-Andrésis                                        |
| 4-11 août 1867                           | 1877             | A. Foacier de Ruzé                      |                             | Avocat Propriétaire à Mérinville                                                        |
| 4 novembre 1877                          | 1907             | Arthur Verdier de Pennery               | Républicain Progressiste    | Propriétaire à Saint-Hilaire-les-Andrésis                                               |
| 1907                                     | 1940             | Armand Chesneau                         | Radical socialiste          | Vétérinaire Maire de Courtenay (mandat interrompu en 1940)                              |
|                                          |                  | Seconde Guerre mondiale                 |                             |                                                                                         |
| 1945                                     | 1953 (décès)     | Armand Chesneau                         | Radical socialiste          | Vétérinaire honoraire, maire de Courtenay                                               |
| 1953                                     | 1982             | Jules Bruzeau                           | Radical socialiste puis DVD | Maire de Courtenay                                                                      |
| 1982                                     | 1988             | Gérard Pinsard                          | RPR                         | Chef d'entreprise à Courtenay                                                           |
| 1988                                     | 2001             | André Neveux                            | DVD                         | Vétérinaire retraité, maire de Courtenay (1989-1995)                                    |
| 2001                                     | 2015             | Francis Tisserand                       | DVD puis UMP                | Enseignant Maire de Courtenay (2001-2020) Vice-président du Conseil général             |
| Les données manquantes sont à compléter. |                  |                                         |                             |                                                                                         |

#### Résultats électoraux détaillés
- Élections cantonales de 2001 : Alain Drouet (Divers droite) est élu au 2e tour avec 59,99 % des suffrages exprimés, devant Isabelle Rognon (Divers gauche) (40,01 %). Le taux de participation est de 60,69 % (3 791 votants sur 6 246 inscrits)[10].
- Élections cantonales de 2008 : Alain Drouet   (UMP) est élu au 1er tour avec 61,29 % des suffrages exprimés, devant Alexandre  Lacan  (PS) (17,82 %) et Renée  Recoussines  (FN) (13,14 %). Le taux de participation est de 67,27 % (4 903 votants sur 7 288 inscrits)[11].

### Conseillers d'arrondissement (de 1833 à 1940)
| Période                                  | Période      | Identité                    | Étiquette   | Qualité |
| ---------------------------------------- | ------------ | --------------------------- | ----------- | --- |
| 1833                                     | 1848         | Étienne Joachim Hérisseau   |             | Notaire royal, propriétaire à Courtenay, juge de paix                                                       |
| 1848                                     | 1851 (décès) | Daniel O'Connor (1810-1851) |             | Propriétaire du château de La Borde Vaujouant à Bazoches-sur-le-Betz                                        |
|                                          |              |                             |             | |
| av.1887                                  |              | Antoine Rigaudin            |             | Propriétaire à Courtenay, Président du Conseil d'arrondissement                                             |
|                                          |              |                             |             | |
| 1919                                     |              | M. Gaury                    | Républicain | |
|                                          | 1936 (décès) | Omer Herbecque              |             | Instituteur public en retraite à La Selle-sur-le-Bied                                                       |
| avril 1936                               | 1940         | Gustave Delion              | Républicain | Cultivateur, maire de Saint-Loup-des-Vignes                                                                 |
| 1940                                     |              |                             |             | Les conseils d'arrondissement ont été suspendus par la loi du 12 octobre 1940 et n'ont jamais été réactivés |
| Les données manquantes sont à compléter. |              |                             |             | |

### Conseillers départementaux depuis 2015
| Période élective | Période élective | Mandat | Mandat   | Identité           | Nuance | Nuance | Qualité |
| ---------------- | ---------------- | ------ | -------- | ------------------ | ------ | ------ | --- |
| 2015             | 2021             | 2015   | 2021     | Corinne Melzassard |        | LR     | Formatrice en vente Conseillère municipale de Saint-Germain-des-Prés jusqu'en 2020                                                                         |
| 2015             | 2021             | 2015   | 2021     | Frédéric Néraud    |        | LR     | Consultant, ancien conseiller général du Canton de Ferrières-en-Gâtinais (2008-2015) Ancien Maire de Dordives 6ème Vice-Président du Conseil départemental |
| 2021             | 2028             | 2021   | en cours | Corinne Melzassard |        | LR     | Conseillère sortante, conseillère municipale de Château-Renard                                                                                             |
| 2021             | 2028             | 2021   | en cours | Frédéric Néraud    |        | HOR    | Conseiller sortant, Président du Pôle d'équilibre territorial et rural du Gâtinais montargois                                                              |

### Résultats détaillés

#### Élections de mars 2015
À l'issue du 1er tour des élections départementales de 2015, deux binômes sont en ballottage : Alexandre Cuignache et Fanny Lefort (FN, 36,46 %) et Corinne Melzassard et Frédéric Neraud (Union de la Droite, 25,02 %). Le taux de participation est de 52,76 % (14 214 votants sur 26 939 inscrits) contre 49,98 % au niveau départemental et 50,17 % au niveau national.
Au second tour, Corinne Melzassard et Frédéric Neraud (Union de la Droite) sont élus avec 55,13 % des suffrages exprimés et un taux de participation de 53,12 % (7 269 voix pour 14 310 votants et 26 939 inscrits).

#### Élections de juin 2021
Le premier tour des élections départementales de 2021 est marqué par un très faible taux de participation (33,26 % au niveau national). Dans le canton de Courtenay, ce taux de participation est de 32,62 % (8 794 votants sur 26 956 inscrits) contre 32,6 % au niveau départemental. À l'issue de ce premier tour, deux binômes sont en ballottage : Corinne Melzassard et Frédéric Néraud (LR, 48,25 %) et Cyril Hemardinquer et Aurélie Verveur (RN, 32,51 %).
Le second tour des élections est marqué une nouvelle fois par une abstention massive équivalente au premier tour. Les taux de participation sont de 34,36 % au niveau national, 32,79 % dans le département et 33,15 % dans le canton de Courtenay. Corinne Melzassard et Frédéric Néraud (LR) sont élus avec 63,6 % des suffrages exprimés (5 350 voix pour 8 938 votants et 26 964 inscrits),,. 

## Composition

### Composition avant 2015

Situation du canton de Courtenay dans le département du Loiret avant 2015.

Le canton de Courtenay, d'une superficie de 223 km2, était composé de quinze communes.
| Nom                        | Code Insee | Codepostal | Superficie (km2) | Population (dernière pop. légale) | Densité (hab./km2) |
| -------------------------- | ---------- | ---------- | ---------------- | --------------------------------- | ------------------ |
| Courtenay (chef-lieu)      | 45115      | 45320      | 50,13            | 4 075 (2012)                      | 81                 |
| Bazoches-sur-le-Betz       | 45026      | 45210      | 15,38            | 980 (2012)                        | 64                 |
| Chantecoq                  | 45073      | 45320      | 15,93            | 530 (2012)                        | 33                 |
| La Chapelle-Saint-Sépulcre | 45076      | 45210      | 6,21             | 252 (2012)                        | 41                 |
| Courtemaux                 | 45113      | 45320      | 12,19            | 292 (2012)                        | 24                 |
| Ervauville                 | 45136      | 45320      | 12,54            | 573 (2012)                        | 46                 |
| Foucherolles               | 45149      | 45320      | 9,80             | 307 (2012)                        | 31                 |
| Louzouer                   | 45189      | 45210      | 11,23            | 281 (2012)                        | 25                 |
| Mérinville                 | 45201      | 45210      | 11,84            | 170 (2012)                        | 14                 |
| Pers-en-Gâtinais           | 45250      | 45210      | 10,69            | 241 (2012)                        | 23                 |
| Rozoy-le-Vieil             | 45265      | 45210      | 8,14             | 403 (2012)                        | 50                 |
| Saint-Hilaire-les-Andrésis | 45281      | 45320      | 25,71            | 954 (2012)                        | 37                 |
| Saint-Loup-de-Gonois       | 45287      | 45210      | 6,16             | 104 (2012)                        | 17                 |
| La Selle-sur-le-Bied       | 45307      | 45210      | 30,12            | 1 025 (2012)                      | 34                 |
| Thorailles                 | 45322      | 45210      | 3,45             | 174 (2012)                        | 50                 |

### Composition à partir de 2015
Après le redécoupage de 2014, le canton de Courtenay comprend quarante-trois communes.
À la suite de la fusion, au 1er janvier 2016, des communes de Douchy et Montcorbon pour former la commune nouvelle de Douchy-Montcorbon et au 1er mars 2019 de La Selle-sur-le-Bied et Saint-Loup-de-Gonois pour former la commune nouvelle de La Selle-sur-le-Bied, le canton compte désormais quarante-et-une communes.
| Nom                               | Code Insee | Intercommunalité                       | Superficie (km2) | Population (dernière pop. légale) | Densité (hab./km2) | Modifier                                    |
| --------------------------------- | ---------- | -------------------------------------- | ---------------- | --------------------------------- | ------------------ | ------------------------------------------- |
| Courtenay (bureau centralisateur) | 45115      | CC de la Cléry, du Betz et de l'Ouanne | 50,13            | 3 799 (2022)                      | 76                 | modifier les données · modifier les données |
| Bazoches-sur-le-Betz              | 45026      | CC de la Cléry, du Betz et de l'Ouanne | 15,38            | 968 (2022)                        | 63                 | modifier les données · modifier les données |
| Le Bignon-Mirabeau                | 45032      | CC des Quatre Vallées                  | 12,83            | 307 (2022)                        | 24                 | modifier les données · modifier les données |
| Chantecoq                         | 45073      | CC de la Cléry, du Betz et de l'Ouanne | 15,93            | 516 (2022)                        | 32                 | modifier les données · modifier les données |
| La Chapelle-Saint-Sépulcre        | 45076      | CC de la Cléry, du Betz et de l'Ouanne | 6,21             | 223 (2022)                        | 36                 | modifier les données · modifier les données |
| Château-Renard                    | 45083      | CC de la Cléry, du Betz et de l'Ouanne | 40,34            | 2 108 (2022)                      | 52                 | modifier les données · modifier les données |
| Chevannes                         | 45091      | CC des Quatre Vallées                  | 11,99            | 319 (2022)                        | 27                 | modifier les données · modifier les données |
| Chevry-sous-le-Bignon             | 45094      | CC des Quatre Vallées                  | 7,40             | 228 (2022)                        | 31                 | modifier les données · modifier les données |
| Chuelles                          | 45097      | CC de la Cléry, du Betz et de l'Ouanne | 30,82            | 1 230 (2022)                      | 40                 | modifier les données · modifier les données |
| Corbeilles                        | 45103      | CC des Quatre Vallées                  | 32,62            | 1 579 (2022)                      | 48                 | modifier les données · modifier les données |
| Courtemaux                        | 45113      | CC de la Cléry, du Betz et de l'Ouanne | 12,19            | 263 (2022)                        | 22                 | modifier les données · modifier les données |
| Courtempierre                     | 45114      | CC des Quatre Vallées                  | 13,30            | 214 (2022)                        | 16                 | modifier les données · modifier les données |
| Dordives                          | 45127      | CC des Quatre Vallées                  | 15,18            | 3 257 (2022)                      | 215                | modifier les données · modifier les données |
| Douchy-Montcorbon                 | 45129      | CC de la Cléry, du Betz et de l'Ouanne | 50,12            | 1 362 (2022)                      | 27                 | modifier les données · modifier les données |
| Ervauville                        | 45136      | CC de la Cléry, du Betz et de l'Ouanne | 12,54            | 564 (2022)                        | 45                 | modifier les données · modifier les données |
| Ferrières-en-Gâtinais             | 45145      | CC des Quatre Vallées                  | 27,32            | 3 794 (2022)                      | 139                | modifier les données · modifier les données |
| Fontenay-sur-Loing                | 45148      | CC des Quatre Vallées                  | 9,73             | 1 677 (2022)                      | 172                | modifier les données · modifier les données |
| Foucherolles                      | 45149      | CC de la Cléry, du Betz et de l'Ouanne | 9,80             | 303 (2022)                        | 31                 | modifier les données · modifier les données |
| Girolles                          | 45156      | CC des Quatre Vallées                  | 13,90            | 599 (2022)                        | 43                 | modifier les données · modifier les données |
| Gondreville                       | 45158      | CC des Quatre Vallées                  | 8,07             | 329 (2022)                        | 41                 | modifier les données · modifier les données |
| Griselles                         | 45161      | CC des Quatre Vallées                  | 30,32            | 818 (2022)                        | 27                 | modifier les données · modifier les données |
| Gy-les-Nonains                    | 45165      | CC de la Cléry, du Betz et de l'Ouanne | 20,13            | 603 (2022)                        | 30                 | modifier les données · modifier les données |
| Louzouer                          | 45189      | CC de la Cléry, du Betz et de l'Ouanne | 11,23            | 246 (2022)                        | 22                 | modifier les données · modifier les données |
| Melleroy                          | 45199      | CC de la Cléry, du Betz et de l'Ouanne | 24,23            | 507 (2022)                        | 21                 | modifier les données · modifier les données |
| Mérinville                        | 45201      | CC de la Cléry, du Betz et de l'Ouanne | 11,84            | 173 (2022)                        | 15                 | modifier les données · modifier les données |
| Mignères                          | 45206      | CC des Quatre Vallées                  | 5,12             | 314 (2022)                        | 61                 | modifier les données · modifier les données |
| Mignerette                        | 45207      | CC des Quatre Vallées                  | 6,21             | 357 (2022)                        | 57                 | modifier les données · modifier les données |
| Nargis                            | 45222      | CC des Quatre Vallées                  | 22,27            | 1 441 (2022)                      | 65                 | modifier les données · modifier les données |
| Pers-en-Gâtinais                  | 45250      | CC de la Cléry, du Betz et de l'Ouanne | 10,69            | 241 (2022)                        | 23                 | modifier les données · modifier les données |
| Préfontaines                      | 45255      | CC des Quatre Vallées                  | 11,75            | 429 (2022)                        | 37                 | modifier les données · modifier les données |
| Rozoy-le-Vieil                    | 45265      | CC des Quatre Vallées                  | 8,14             | 398 (2022)                        | 49                 | modifier les données · modifier les données |
| Saint-Firmin-des-Bois             | 45275      | CC de la Cléry, du Betz et de l'Ouanne | 19,05            | 498 (2022)                        | 26                 | modifier les données · modifier les données |
| Saint-Germain-des-Prés            | 45279      | CC de la Cléry, du Betz et de l'Ouanne | 26,18            | 1 864 (2022)                      | 71                 | modifier les données · modifier les données |
| Saint-Hilaire-les-Andrésis        | 45281      | CC de la Cléry, du Betz et de l'Ouanne | 25,71            | 953 (2022)                        | 37                 | modifier les données · modifier les données |
| Sceaux-du-Gâtinais                | 45303      | CC des Quatre Vallées                  | 31,72            | 613 (2022)                        | 19                 | modifier les données · modifier les données |
| La Selle-en-Hermoy                | 45306      | CC de la Cléry, du Betz et de l'Ouanne | 19,56            | 778 (2022)                        | 40                 | modifier les données · modifier les données |
| La Selle-sur-le-Bied              | 45307      | CC de la Cléry, du Betz et de l'Ouanne | 30,12            | 1 131 (2022)                      | 38                 | modifier les données · modifier les données |
| Thorailles                        | 45322      | CC de la Cléry, du Betz et de l'Ouanne | 3,45             | 197 (2022)                        | 57                 | modifier les données · modifier les données |
| Treilles-en-Gâtinais              | 45328      | CC des Quatre Vallées                  | 13,97            | 294 (2022)                        | 21                 | modifier les données · modifier les données |
| Triguères                         | 45329      | CC de la Cléry, du Betz et de l'Ouanne | 35,78            | 1 267 (2022)                      | 35                 | modifier les données · modifier les données |
| Villevoques                       | 45343      | CC des Quatre Vallées                  | 5,06             | 196 (2022)                        | 39                 | modifier les données · modifier les données |
| Canton de Courtenay               | 4504       |                                        | 768,33           | 36 957 (2022)                     | 48                 | modifier les données                        |

## Démographie

### Évolution démographique

#### Démographie avant 2015
En 2012, le canton comptait 10 361 habitants.
| 1962  | 1968  | 1975  | 1982  | 1990  | 1999  | 2006  | 2011   | 2012   |
| ----- | ----- | ----- | ----- | ----- | ----- | ----- | ------ | ------ |
| 5 637 | 5 380 | 5 423 | 6 265 | 7 040 | 8 144 | 9 255 | 10 236 | 10 361 |

#### Démographie depuis 2015
En 2022, le canton comptait 36 957 habitants, en évolution de −1,71 % par rapport à 2016 (Loiret : +1,89 %, France hors Mayotte : +2,11 %).
| 2013   | 2018   | 2022   |
| ------ | ------ | ------ |
| 37 724 | 37 216 | 36 957 |

### Âge de la population
La pyramide des âges, à savoir la répartition par sexe et âge de la population, du canton de Courtenay en 2009 ainsi que, comparativement, celle du département du Loiret la même année sont représentées avec les graphiques ci-dessous.
La population du canton comporte 49,2 % d'hommes et 50,8 % de femmes. Elle présente en 2009 une structure par grands groupes d'âge légèrement plus âgée que celle de la France métropolitaine. 
Il existe en effet 89 jeunes de moins de 20 ans pour cent personnes de plus de 60 ans, alors que pour la France l'indice de jeunesse, qui est égal à la division de la part des moins de 20 ans par la part des plus de 60 ans, est de 1,06. L'indice de jeunesse du canton est également inférieur à celui  du département (1,1) et à celui de la région (0,95).
| Hommes | Classe d’âge | Femmes |
| ------ | ------------ | ------ |
| 0,3    | 90 ans ou +  | 0,7    |
| 8,4    | 75 à 89 ans  | 10,6   |
| 17,4   | 60 à 74 ans  | 17,6   |
| 20,8   | 45 à 59 ans  | 20,2   |
| 19,9   | 30 à 44 ans  | 18,9   |
| 13,7   | 15 à 29 ans  | 13,1   |
| 19,5   | 0 à 14 ans   | 18,8   |

| Hommes | Classe d’âge | Femmes |
| ------ | ------------ | ------ |
| 0,4    | 90 ans ou +  | 1,1    |
| 6,6    | 75 à 89 ans  | 9,5    |
| 13,4   | 60 à 74 ans  | 13,9   |
| 20,1   | 45 à 59 ans  | 20,0   |
| 20,3   | 30 à 44 ans  | 19,5   |
| 19,3   | 15 à 29 ans  | 17,7   |
| 19,9   | 0 à 14 ans   | 18,2   |